# Iglesia de San Andrés (Abay)
La iglesia de San Andrés en Abay, en el término municipal de Jaca (Provincia de Huesca, España) es un edificio formado por tres naves y una cabecera con dos ábsides, que corresponden uno a la nave central y otro a la de la Epístola, sobre el que se sitúa la torre, que lo enmascara al exterior. 
La cabecera y la nave central son parte de la primitiva construcción románica de los siglos XI y XII, que se amplió en el siglo XVI con dos naves laterales a través de arcos formeros de medio punto, dando lugar a un espacio de planta cuadrada. 
La fábrica es de sillar y presenta paramentos lisos, sólo abiertos por pequeños vanos en la zona de la cabecera. El conjunto consta de dos sencillos accesos, el principal, trazado según modelos renacentistas, en el muro meridional y el secundario, cobijado por un tejadillo, en el hastial occidental. 
La torre consta de tres cuerpos, el último de los cuales también es fruto de un recrecimiento del siglo XVI y se encuentra abierto en la zona de campanas.